# Пароход
Парохо́д — судно, оснащённое поршневой паровой машиной или паровой турбиной в качестве тягового двигателя. Пароход, движимый паровой турбиной, называют турбоходом, или, точнее, паротурбоходом — в отличие от газотурбохода — судна, оснащённого газовой турбиной и являющегося разновидностью теплохода.

## Классовое имя-наречение
Слово «пароход» ввёл в употребление русский морской офицер П. И. Рикорд, участник первого официального рейса первого русского парохода, построенного на базе баржи «Елизавета» в 1815 году. До этого судно, приводимое в движение па́ром, в России называли на западный манер «пироскаф» (по названию первого французского парового судна «Пироскаф» (от др.-греч. πῦρ (pýr) — огонь и σκάφος (scaphos) — судно) или «стимбот» (от англ. steamboat: steam — пар, boat — лодка).

## Устройство
В качестве движителя пароходов первоначально использовались гребные колёса (если не брать в расчёт первых опытов Джона Фитча с вёслами, приводимыми в движение паровой машиной). Гребные колёса могли располагаться по бортам в районе мидель-шпангоута или за кормой. К XX веку гребные колёса вытеснил более прогрессивный гребной винт. В качестве энергоносителя в паровых машинах пароходов первоначально использовались дрова и уголь, позже нефтепродукты (мазут).
В настоящее время поршневые пароходы (суда с поршневой паровой машиной) не строятся, хотя некоторые ещё находятся в эксплуатации.
Пароходы, в отличие от паровозов, могут использовать конденсацию пара для снижения давления на выходе из цилиндров, что существенно повышает КПД судовой паровой машины. Кроме того, на пароходах могут применяться более эффективные водотрубные котлы по сравнению с жаротрубными, устанавливаемыми на паровозы, а максимальная мощность паровых машин примерно до середины 1970-х годов превосходила максимальную мощность дизельных двигателей. Кроме того, пароходы совсем непривередливы к сортности и качеству топлива. Поэтому строительство пароходов продолжалось значительно дольше (по крайней мере до 1980-х годов), чем строительство паровозов (которое прекратилось в конце 1950-х годов). В настоящее время поршневые пароходы уже не строятся, хотя достаточное большое их количество ещё находятся в эксплуатации, но это относится к морским судам. Речные пароходы прекратили строиться значительно раньше и массово списывались в связи с моральным и физическим устареванием.

#### Движитель
Первым движителем пароходов были гребные колёса. Они могли располагаться по бокам корпуса судна или за кормой, были также конструкции и с центральным расположением гребного колеса в диаметральной плоскости, в нише внутри корпуса или между корпусами судна катамаранного типа. Боковые колёса на некоторых первых пароходах располагались примерно на трети длины корпуса от носа, затем их стали устанавливать примерно на миделе. Надводная часть борта в районе расположения колёс выполнялась практически вертикальной, а спереди и сзади шпангоутам приходилось придавать большой развал, увеличивая ширину по палубе на треть от ширины по ватерлинии, чтобы хоть как-то защитить колёса от ударов волн. Все это отрицательно влияло на остойчивость и мореходность. Кормовые гребные колёса были характерны только для речных пароходов, которые не испытывали качки — при продольной качке наиболее эффективны колёса, расположенные в районе миделя (в середине корпуса).
К XX веку гребные колёса, за редкими исключениями, вытеснил технически более прогрессивный гребной винт. Гребной винт у пароходов устанавливается на одном валу с паровой машиной, таким образом, количество винтов (количество валов) показывает, сколько на корабле установлено паровых машин. У пароходов с турбиной гребной винт чаще приводится в действие через редуктор (в таком случае силовая установка называется турбозубчатым агрегатом) или через электрическую передачу. Однако на самых первых турбоходах использовались специальные тихоходные турбины, работавшие непосредственно на гребной винт. Такие тихоходные турбины используются также на современных атомных подводных лодках для снижения шумности.

#### Двигательная установка
Исторически первые поколения пароходов приводились в движение поршневыми паровыми машинами, работавшими непосредственно на вал гребного колеса и позднее на вал гребного винта. Особенности расположения приводной паровой машины зависело от типа используемого движителя (гребные колёса или гребной винт) и его расположения на судне. Но во всех случаях паровая машина как самая тяжёлая часть судна с самого начала располагалось в районе миделя. В корпусе парохода с бортовыми гребными колёсами тяговая паровая машина могла быть расположена как поперёк (как правило), так и вдоль корпуса. В корпусе парохода с кормовым гребным колесом или с гребным винтом паровая машина всегда располагалась продольно. Собственно, продольное расположение паровой машины оказалось более технологичным и надёжным, что наряду с появлением гребных винтов и обусловило довольно быстрое исчезновение из морских флотов пароходов с бортовыми гребными колёсами. Именно сочетание продольного расположения паровой машины и использования гребного винта сделало возможным довольно быстрый рост водоизмещения пароходов во 2-й половине XIX и первых десятилетиях XX веков.
Появившиеся в начале XX века паротурбинные двигательные установки по удельному весу получились намного более лёгкими и при этом подняли доступный паровым судам предел скорости, — обладали сравнительно большой удельной мощностью. В отличие от паровой машины паротурбинная установка из-за сравнительно малого (в сравнении с паровой машиной) веса могла уже быть расположена как в районе миделя, так и ближе к корме. В последнем случае приводной гребной вал, на который работает паровая турбина, укорачивается, что повышает надёжность всей судовой двигательной установки. Пароходы с паротурбинной двигательной установкой принято называть паротурбоходами. В настоящее время подавляющее большинство эксплуатируемых пароходов и все без исключения строящиеся пароходы — паротурбоходы.
КПД пароходов с паровой машиной (построенных в 1950-е годы) составляет 20—25 %, у турбоходов — 30—35 %.

#### Источник энергии для парогенератора
Парогенератор — неотъемлемая часть двигательной установки любого парохода. Парогенераторы неатомных пароходов в качестве топлива используют уголь или мазут. На атомных пароходах парогенератор получает тепло от бортовых ядерных реакторов.
Не каждый атомоход есть разновидность парохода. Например, если на атомоходе паровая турбина вращает в действие тяговый электрогенератор, питающий тяговые (гребные) электродвигатели, то такой атомоход получается уже атомным (паро)турбоэлектроходом.

## История

### До XIX века
Энергию пара для придания телу движения предлагал использовать ещё Герон Александрийский в I веке н. э. — он описал и, возможно, создал примитивную безлопастную центробежную паровую турбину — «эолипил».
Существует мнение, что первый пароход был построен Дени Папеном, изобретателем парового котла с предохранительным клапаном («папинов котёл»). В 1690 году он описал замкнутый термодинамический цикл парового двигателя, но саму машину не построил. В 1705 году он получил от Лейбница эскиз и описание паровой машины Томаса Сэвери для поднимания воды (1698 года), что вдохновило его на новые работы. В 1707 году он совершил путешествие по реке Везер (Германия) на сконструированной им колёсной лодке, которая, по одним сведениям (в частности, в публицистической статье Якова Перельмана в журнале «Техника Молодёжи» за февраль 1937 года) приводилась в движение мускульной силой, по другим — паровой, что кажется маловероятным. Лодка была разрушена местными озлобленными лодочниками.
Существует версия, что в 1736 году английский инженер Джонатан Халс спроектировал судно с колесом на корме, приводимом в движение паровой машиной Ньюкомена и оно прошло испытание на реке Эйвон. Однако никаких доказательств этого не сохранилось, и, с учётом веса конструкции и масштабов потребления угля, испытания вряд ли могли быть успешными.

#### «Пироскаф». Первое достоверное испытание парохода
15 июля 1783 году маркиз Клод Жоффруа д'Аббан продемонстрировал «Пироскаф» (от др.-греч. πῦρ (pýr) — огонь и σκάφος (scaphos) — судно) — первое достоверно задокументированное судно, приводимое в движение горизонтальной одноцилиндровой паровой машиной двойного действия, вращавшей два гребных колеса, расположенных по бортам. Демонстрация проходила на реке Сона (Франция). Судно прошло около 365 метров за 15 минут (0,8 узла), после чего двигатель сломался. д’Аббан продолжать опыты не стал. Нарицательное название пироскаф во Франции и некоторых других странах, в том числе России, долгое время использовалось для определения парового судна, парохода. Во Франции и по сей день термин pyroscaphe является синонимом для обозначения парохода.

#### Американские пароходы Рамси[прим. 1]и Фитча
В 1787 году американский изобретатель Джеймс Рамси продемонстрировал на реке Потомак лодку, приводимую в движение водомётным движителем, использовавшим энергию пара.
Его соотечественник Джон Фитч в том же, 1787 году, на реке Делавэр продемонстрировал своё первое паровое судно «Perseverance» («Настойчивость»), приводимое в движение двумя рядами вёсел, работавшими от паровой машины. Паровая машина была создана Фитчем самостоятельно совместно с Генри Фойгтом, так как Великобритания не давала разрешения на экспорт новых технологий (в том числе машины Уатта) в свою бывшую колонию.
В июне 1790 года Фитч и Фойгт построили 18-метровую паровую лодку с оригинальным движителем в виде вёсел, которые повторяли гребные движения ног утки. Эта лодка в течение лета 1790 года осуществляла рейсы между Филадельфией и Берлингтоном, Нью-Джерси перевозя до тридцати пассажиров. За лето лодка прошла около 3000 миль. Фитч заявил, что лодка прошла 500 миль без каких-либо механических проблем. Расчётная скорость была минимум 6 миль в час при неблагоприятных условиях и максимум 7-8 миль в час при хорошей погоде. Конструкция паровой лодки Фитча была вполне удачной, однако судебные и коммерческие неудачи привели к прекращению его деятельности по эксплуатации и доработки его парового судна.
- Пароход Фитча 1787 года
- Пароход Фитча 1790 года

#### «Шарлотта Дандес». Первое практическое применение колёсного парохода
В октябре 1788 года шотландские изобретатели Уильям Саймингтон и Патрик Миллер, который также был банкиром и инвестором данного проекта, построили и удачно испытали на озере Далсвинтон-Лох, в 10 километрах от Дамфриса, небольшой колёсный катамаран, приводимый в движение паровой машиной. В декабре 1789 года они испытали уже 18-метровый катамаран с большей паровой машиной на канале Форт—Клайд, в ходе испытаний судно показало скорость 7 узлов. После этого испытания Миллер отказался от дальнейшего участия в проекте.
В 1802 году Саймингтон разработал и изготовил двигатель для колёсного буксира «Шарлотта Дандес».
Построенный из дерева семнадцатиметровый пароход имел мощность паровой машины 10 лошадиных сил и благополучно использовался для буксировки барж в канале Форт-Клайд. Однако владельцы канала, опасаясь, что кильватерная струя парохода повредит береговую линию, запретили его эксплуатацию на канале. В 1802 году судно было брошено хозяином и гнило до 1861 года, пока его не разобрали на материалы.
- Схема «Шарлотты Дандес»
- Рисунок Уильяма Саймингтона

### XIX век. Первые пароходы
Первый практически использовавшийся пароход создал Роберт Фултон в 1807 году. Пароход «Клермонт» (изначально назывался «North River Steamboat»), приводимый в движение гребным колесом, совершал рейсы по реке Гудзон от Нью-Йорка до Олбани со скоростью около 5 узлов (9 км/ч). Оценивая результаты этой поездки, Фултон писал своему приятелю: «Я опережал все лодки и шхуны, и казалось, что все они стоят на якоре. Теперь полностью доказана пригодность силы пара для приведения в движение кораблей. В этот день, когда я выехал из Нью-Йорка, вряд ли 30 человек поверили бы, что мой пароход пройдёт хотя бы одну милю в час. Когда мы отошли от пристани, где собралось много любопытных зрителей, я слыхал довольно саркастические замечания. Так всегда приветствуют несознательные люди тех, кого они зовут „философами“ и „прожектёрами“». После некоторых улучшений в конструкции Фултон организовал постоянные рейсы на этом речном пути.
В 1819 году американское судно с гребными колёсами «Саванна» впервые пересекло Атлантический океан. Однако бо́льшую часть пути корабль миновал под парусами, каковые ввиду экономии угля ещё много десятилетий использовались на пароходах при наличии попутного ветра. Лишь в 1838 году британский пароход «Сириус» впервые пересёк Атлантический океан не задействуя паруса.
Внедрение парового двигателя в военном флоте началось с построенной Фултоном паровой самоходной батареи Демологос, вступившей в строй в 1816 году. Однако внедрение парового двигателя на боевых кораблях сдерживалось несовершенством колёсного движителя, громоздкого и чрезвычайно уязвимого для противника. Также непросто обстояло дело и с размещением вооружения. О полноценной бортовой батарее уже не могло идти и речи — для орудий оставалось только относительно небольшое пространство в носовой и кормовой частях корпуса. Уменьшение числа орудий вызвало естественное желание сделать их более мощными, и военные пароходы первыми получили крупнокалиберные пушки. Но из-за этого оконечности пришлось делать более полными по обводам и, соответственно, более тяжёлыми. Только с появлением гребного винта эти проблемы были разрешены и паровая тяга нашла широкое применение в военном флоте.
Первые пароходофрегаты (такое обозначение получили все относительно крупные паровые боевые суда) являлись куда больше пароходами, чем классическими фрегатами. Их боевая мощь пока не позволяла вести бои с фрегатами-парусниками. Попытки же оборудовать машинами и колёсами крупные корабли первоначально стабильно терпели неудачу. Англичане предпринимали усилия по созданию полноценного парового фрегата с 1822 года, но, не в первый и не в последний раз, их обогнали французы — первым в истории настоящим боевым пароходофрегатом считается французский «Гомер» (1841 год, 2700 т, 20 орудий).

### Развитие пароходов
В середине XIX века началась массовая переделка парусников в паровые суда. Модернизация парусников в винтовые корабли, в отличие от тех же в колёсные, оказалась значительно более простой. Деревянный корпус разреза́ли примерно пополам и делали деревянную же вставку с механической установкой, мощность которой для крупных фрегатов составляла 400—800 л. с. При этом весовая нагрузка только улучшалась: тяжёлые котлы и машины располагались в основном под ватерлинией, и исчезала необходимость в приёме балласта, количество которого на парусниках иногда достигало сотен тонн. Винт размещали в специальном колодце в корме и снабжали его подъёмным механизмом, поскольку при ходе под парусами он только мешал движению, создавая дополнительное сопротивление. Аналогично поступали и с дымовой трубой: чтобы она не мешала манипуляциям с парусами, её делали телескопической складной — по типу подзорной трубы. Проблем с вооружением при этом (в отличие от колёсных) практически не возникало: оно оставалось на своём месте.
Первый винтовой пароход «Архимед» был построен в 1838 году английским фермером Френсисом Смитом. С переходом от гребных колёс к гребным винтам ходовые качества пароходов сильно улучшились. Это привело к тому, что к концу XIX века такие суда практически полностью вытеснили на море парусники и своих колёсных собратьев.
Эпоху океанского пароходостроения открыли британские колесные пароходы Sirius и Great Western, которые в 1838 году впервые совершили рейсы через Атлантический океан без использования парусов. Это опровергло существовавшую до этого точку зрения о невозможности рентабельных грузоперевозок пароходами на большие расстояния, после чего началось постепенное вытеснение парусников с основных торговых путей. В 1843 году был построен пароход Great Britain, открывший эпоху океанских паровых винтовых судов с железным корпусом. В 1859 году был построен самый большой железный колесно-винтовой пароход XIX века Great Eastern. Он предназначался для грузоперевозок между Великобританией и Австралией, но низкая эффективность использования топлива сделала его малорентабельным для этой задачи.
На первых пароходах запас угля бывал большим, чем вес груза. Позже, с применением многоцилиндровых паровых машин, экономичность пароходов повысилась, винтовые пароходы также были экономичнее колёсных. К началу 1850-х годов новые двигатели, с котлами, выдерживающими более высокое давление, сократили расход угля с 10 до 5 фунтов на одну лошадиную силу в час. К 1870 году потребление угля уменьшилось ещё вдвое, а к 1914 году ещё уменьшилось, до 1,25 фунта на 1 л. с. в час. Чем дальше шел пароход, тем больше требовался запас угля закладывалось в трюмы, тем меньше места оставалось для коммерческого груза. Дальность рентабельных пароходных рейсов к 1870 году составляла около 3,500 миль, а к 1890-м годам уже стали рентабельными рейсы пароходов из Великобритании на Дальний Восток и в Калифорнию. Снизившийся расход топлива и новые достижения в металлургии также позволили строить более крупные суда, что ещё повышало их экономичность.
Почти все паровые военные и гражданские суда почти 70 лет сохраняли полное или частичное
парусное вооружение, так как надежность паровых машин была не слишком большой. Конец строительству пароходов с сохранением парусного вооружения положила катастрофа броненосца HMS Captain, перевернувшегося в 1870 году во время внезапно налетевшего шквала, когда на нём не успели вовремя убрать паруса.
В 1894 году Чарльз Парсонс построил опытное судно «Турбиния» с приводом от паровой турбины. На испытаниях оно продемонстрировало рекордную скорость — 60 км/ч. После этого паровые турбины стали устанавливать на многих быстроходных судах.

### В России и СССР
В России первый пароход (стимбот, по терминологии того времени) «Елизавета» был построен на заводе Чарльза Берда в 1815 году. Он совершал рейсы между Санкт-Петербургом и Кронштадтом.
Первые волжские пароходы принадлежали Всеволоду Всеволожскому, который в 1817 году лично совершил поездку на одном из них в Казань. Конструктором одного из судов являлся Пётр Соболевский.

Сохранились и технические характеристики этих судов: один пароход был длиною 15,7 метра, шириной 4,2 метра, высота борта 2,1 метра при паровой машине мощностью 6 лошадиных сил; другой пароход был длиной 30,6 метра, шириной 6,9 метра с высотой борта 2,6 метра при мощности парового двигателя 36 лошадиных силы. Экипаж обоих судов составлял 21 человек.
В 1818 году Адмиралтейские Ижорские заводы ввели в строй первый военный пароход «Скорый» с машиной мощностью 32 лошадиные силы. Кстати, «Скорый» вполне может претендовать на роль первого боевого парохода не только в России, но, как минимум, в Европе — несколько больший по размерам британский «Комет» заложили только через три года.
Строительство пароходов продолжалось до 1950-х годов. После XX съезда КПСС на котором было принято решение о прекращении строительства паровозов Совет министров СССР принял решение и о прекращении постройки пароходов. Судостроительным заводам, имевшим на исполнении действующие договора по поставкам пароходов разрешалась их достройка. Однако новые пароходы уже не проектировались и не закладывались. Последней серией речных пароходов стал тип «Иосиф Сталин» (позднее переименован в «Рязань»). Пароходы этого типа закладывались до 1958 года, сдавались пароходствам до 1959 года. После этого судостроительные заводы массово перешли на выпуск дизельных буксиров-толкачей типа РТ и местных речных пассажирских судов типа «Москвич», МО, ОМ, ВТ. Речные пассажирские суда дальнего плавания в СССР строиться перестали (кроме двух дизель-электроходов типа «Советский Союз»), так как этот тип перевозок был признан устаревшим: наступала эра скоростных судов на подводных крыльях. В 1957 году, одновременно с принятием решения о прекращении строительства пароходов, было принято решение о начале серийного производства судна «Ракета». Суда дальнего плавания на внутренних водных путях СССР были переведены в категорию туристических и стали заказываться в ГДР, Чехословакии, Финляндии и Австрии. Прекратилась постройка и морских пароходов. Причём ряд ранее заложенных как поршневые пароходы судов был спущен на воду уже с новыми типами силовых установок: паротурбинными или дизельными.
Старейший в России действующий колёсный пароход «Н. В. Гоголь» сейчас находится в городе Северодвинске (Архангельская область); до 2012 года он ходил с круизами по Северной Двине.
Правила парового судоходства
В 1837 году были изданы первые «Правила плавания для паровых судов». В них были узаконены многие правила: пароходы должны расходиться левыми бортами; пароход должен пропускать парусное судно, убавив скорость, «дабы не подать справедливой причины к опасению»; пароход без груза должен брать балласт; ночью пароход должен зажигать огни. Этот свод установлений стал основой для всех последующих кодексов парового судоходства на реках.

### Вьетнам
Первый вьетнамский пароход был построен в 1838 году после того, как «увидев огромный потенциал паровых судов», вьетнамский император Нгуен Тхань-то попытался воспроизвести французский пароход. Первое испытание в 1838 году было неудачным, так как котёл вышел из строя. Ответственные были заключены в тюрьму. Новые исполнители два месяца спустя провели удачные испытания, после которых Нгуен Тхань-то приказал инженерам изучить и разработать паровые двигатели и пароходы для оснащения ими своего военно-морского флота. К концу правления Нгуен Тхань-то были построены 3 парохода.

## Известные пароходы
28 июня 1851 года в Англии со стапелей сошёл новый деревянный пароход, получивший название «Амазонка». Длина корпуса составляла 91 м, наибольшая ширина — 14,5 м. Судно снабдили паровой машиной мощностью 800 л. с. Это был крупнейший деревянный пароход в истории. 4 января 1852 года на судне возник пожар, приведший к катастрофе. Из 162 пассажиров выжили 58, из них 11 сошли с ума от пережитого кошмара.
14 апреля 1912 года «Титаник», крупнейший в мире корабль своего времени, во время своего первого путешествия столкнулся с айсбергом в Атлантическом океане и затонул в течение 2 часов 40 минут. В результате катастрофы погибло 1517 человек, что сделало это столкновение одним из наиболее смертельных во всей истории морских катастроф мирного времени. Такая высокая смертность приписывается тому, что несмотря на соответствие нормативам того времени, на судне не было достаточного количества спасательных лодок для всех пассажиров. Количество мест в спасательных лодках составляло 1178, тогда как на судне находились 2208 человек. Непропорциональное число мужчин погибло из-за правила «сначала женщины и дети», которое соблюдалось при посадке в шлюпки, при этом они не были заполнены полностью.

## Сохранившиеся исторические пароходы
Самый старый в мире пароход, всё ещё находящийся в эксплуатации — норвежский колёсный пароход «Скибладнер», построенный в 1856 году и ходящий по озеру Мьёса.
Датский «Юлланд» (однотипный с первым в серии «Зееландом»), один из немногих деревянных боевых кораблей, доживших до нашего времени и сохраняющихся в качестве плавучих музеев.
Дрезденское пароходство Sächsische Dampfschifffahrt имеет самый большой в мире флот колёсных пароходов. В его состав входят девять пароходов, построенных в 1879—1929 годах. Все они до сих пор находятся в эксплуатации. Ежегодно пароходы Sächsische Dampfschifffahrt перевозят семьсот тысяч пассажиров. По Рейну курсирует колёсный теплоход (до 5 августа 2008 года пароход) Goethe («Гёте»), построенный в 1913 году. Он является самым большим речным пароходом в мире.
Большим флотом исторических колёсных пароходов располагает Швейцария. Пять таких пароходов работают на Фирвальдштетском озере, пять на Женевском озере (пароходство Compagnie générale de navigation sur le lac Léman), два на Цюрихском озере и по одному на Бриенцском, Тунском и Боденском озёрах (пароход Боденского озера SD Hohentwiel сейчас ходит под австрийским флагом).
На австрийском озере Траунзе действует колёсный пароход Gisela[уточнить] 1871 года постройки. Другой австрийский колёсный пароход, Schönbrunn (1912 года постройки), курсирует по австрийской части Дуная.
В США исторические колёсные пароходы используются на реке Миссисипи. В отличие от европейских, эти вместо боковых используют кормовые колёса.
- Пароход Diesbar (1884 год постройки) на Эльбе рядом с Дрезденом
- Колёсный пароход в США на Миссисипи
- Пароход Stadt Rapperswil, Цюрихское озеро, Швейцария
- «Kookaburra Queen». Австралия
- Пароход с гребным колесом за кормой в Ванкувере, Канада
- Пароход с колёсами по бортам на Дунае

## Пароход в искусстве
В бонистике
- Шхуна-пароход на перуанском соле, 1879
- Пароход на коста-риканских песо, 1899

В филокартии